# Stipshausen
Stipshausen est une municipalité allemande située dans le land de Rhénanie-Palatinat et l'arrondissement de Birkenfeld.

## Personnalités liées à la ville
- August Vochtel (1894-1977), mécanicien né à Stipshausen